# Todor Janczew
Todor Dimitrow Janczew (ur. 19 maja 1976) – bułgarski piłkarz występujący na pozycji pomocnika.